# Bašovce
Bašovce (in ungherese Bassóc) è un comune della Slovacchia facente parte del distretto di Piešťany, nella regione di Trnava.